# Tadeusz Biela

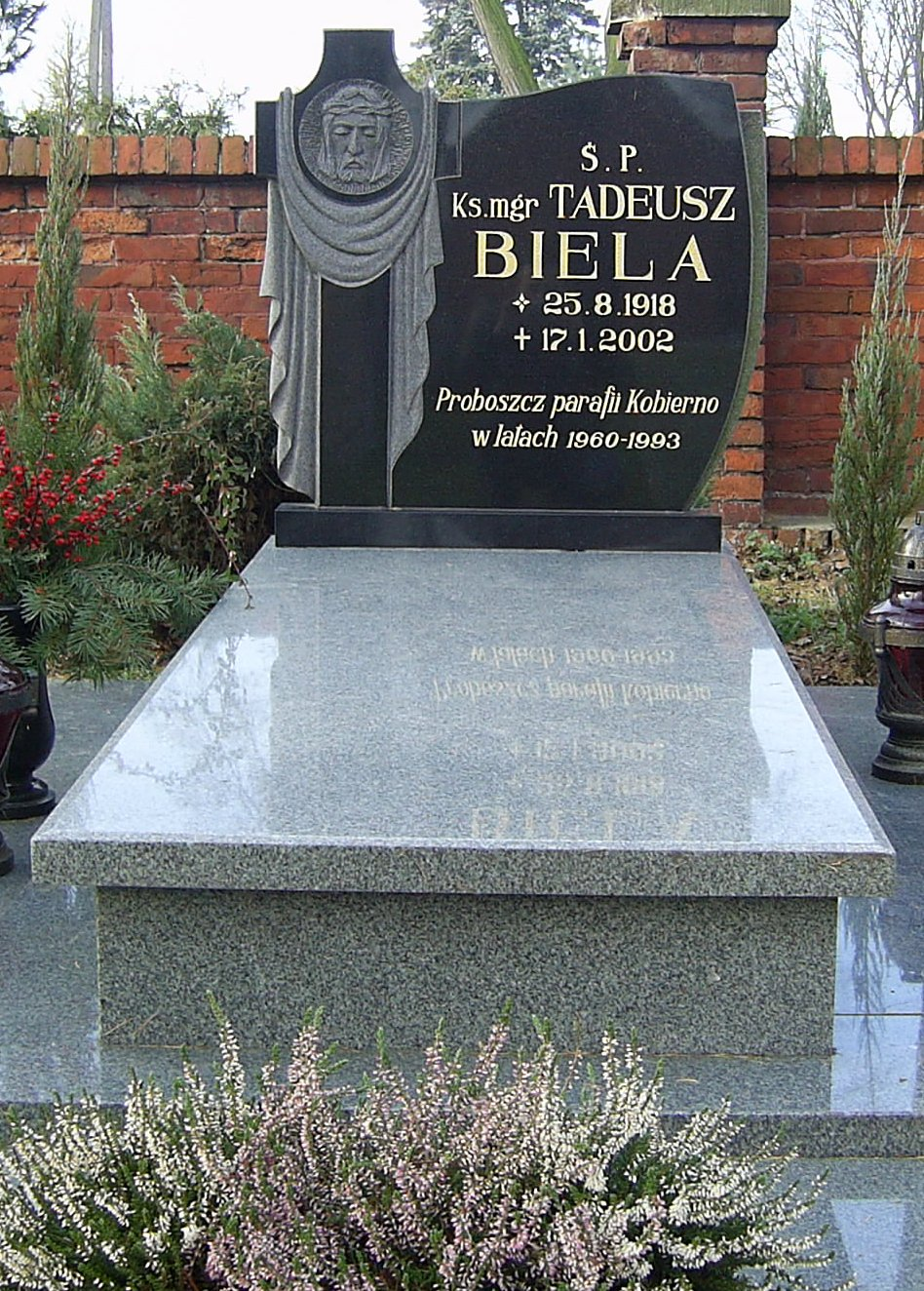
Nagrobek kapłana w Kobiernie

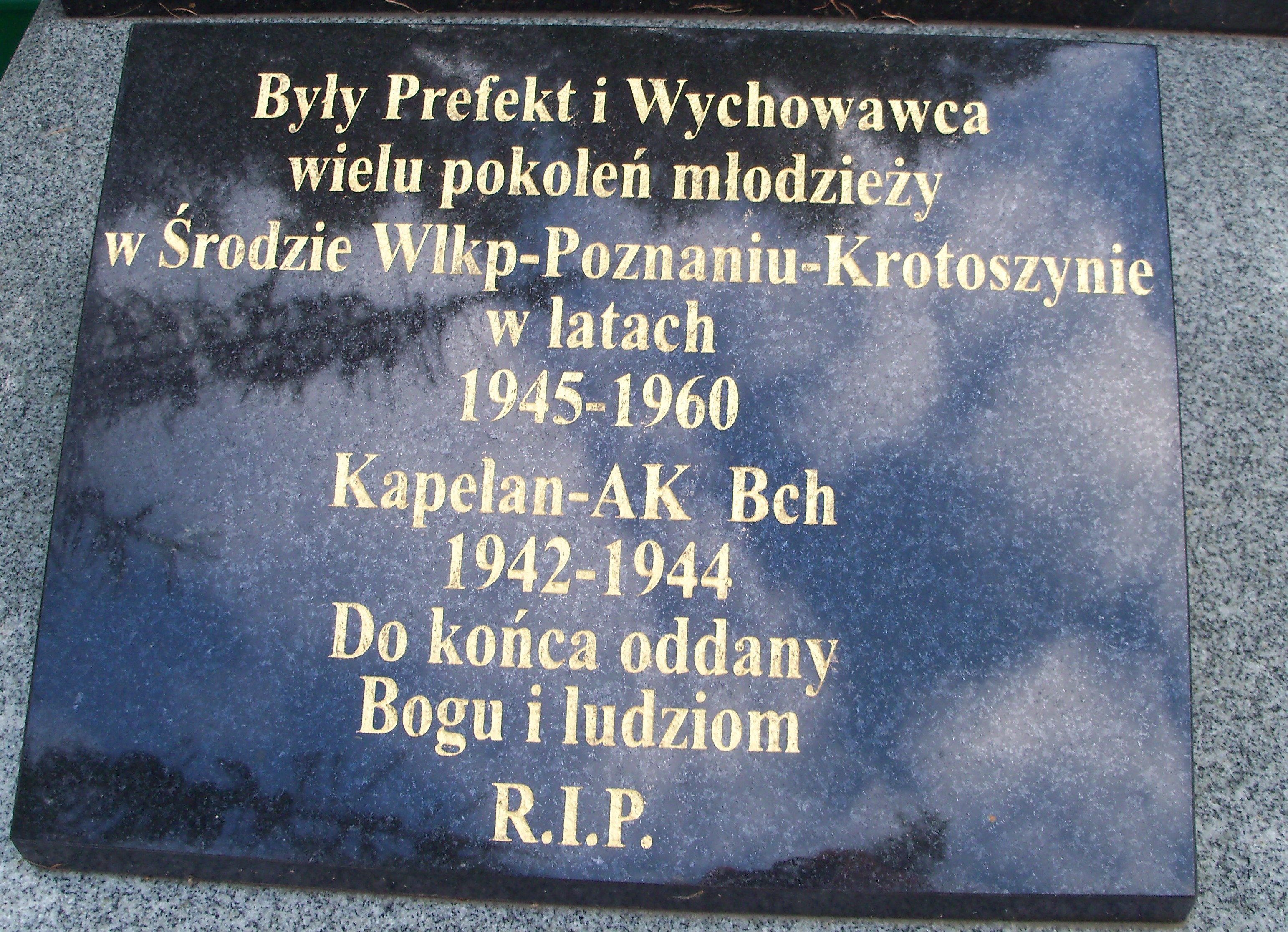
Tablica pamiątkowa na nagrobku kapłana

Tadeusz Biela (ur. 25 sierpnia 1918 w Klimontowie; zm. 17 stycznia 2002 w Kobiernie) – duchowny Kościoła katolickiego, mgr filozofii społecznej.

## Życiorys

### Droga do kapłaństwa
Urodził się 25 sierpnia 1918 roku w Klimontowie Jędrzejowskim. Był synem Jana Bieli i Józefy z Jaśkiewiczów. Szkołę powszechną i gimnazjum ukończył w Rawiczu, gdzie w 1936 roku zdał maturę. Studiował w Prymasowskim Wyższym Seminarium Duchownym w Gnieźnie i Poznaniu. W wyniku zawirowań wojennych święcenia kapłańskie przyjął w Seminarium Duchownym w Sandomierzu w 1941 roku z rąk ks. bp. Jana Lorka. Podczas II wojny światowej był kapelanem grup partyzanckich Armii Krajowej i Batalionów Chłopskich na Kielecczyźnie. Prowadził tajne nauczanie w Tarnobrzegu, Jazłowcu, Sokalu i Miechowie. Niósł pomoc Żydom.

### Długoletni prefekt
Po II wojnie światowej został katechetą w liceach w Środzie i Czarnkowie. W latach 1948–49 był wikariuszem w parafii św. Antoniego Padewskiego w Poznaniu. Pełnił funkcję prefekta, wychowawcy, opiekuna i przewodnika młodzieży w Liceum Ogólnokształcącym i Liceum Pedagogicznym w Krotoszynie. W latach 1950–60 był wikariuszem kościoła farnego pw. św. Jana Chrzciciela w Krotoszynie oraz kapelanem krotoszyńskiego szpitala.

### Proboszcz w Kobiernie
W latach 1960–1993 pełnił funkcję proboszcza parafii pw. św. Wojciecha w Kobiernie. Jako proboszcz kobierski zorganizował punkty nauczania religii na terenie parafii. W okresie komunistycznym był nękany i nachodzony przez funkcjonariuszy Urzędu Bezpieczeństwa. Był propagatorem śpiewania pieśni Maryjnej "O Maryjo witam Cię" przed cudownym wizerunkiem Matki Bożej Szkaplerznej. Obraz Madonny Kobierskiej znajduje się w ołtarzu głównym kościoła w Kobiernie. Wielką zasługą kapłana było odmalowanie świątyni. Pełnił funkcję notariusza dekanatu krotoszyńskiego. W kapłaństwie przeżył ponad 60 lat. Zmarł 17 stycznia 2002 roku w Kobiernie, gdzie został pochowany na przykościelnym cmentarzu.

## Odznaczenia
- Złoty Krzyż Zasługi Nr A-10014, 1955 r.
- Krzyż Kawalerski Orderu Odrodzenia Polski[1] Nr 1752-69-1, 1969 r.
- Medal 30-lecia Polski Ludowej Nr 858/74M, 1974 r.
- Złoty Medal Za Zasługi dla Pożarnictwa Nr 282-Z/15/1/2000, 2000 r.